# NIM-SE
NIM-SE (ungerska: Nehézipari Minisztérium Sportegyesület) var en sportklubb från Budapest, Ungern, främst känd för dess volleybollsektion. Klubben grundades 1952 av det ungerska ministeriet för tung industri. 
Den hade damvolleyboll på programmet från början, men det dröjde till 1965 innan laget nådde översta serien. Väl där hade de stora framgångar. Klubben vann de ungerska mästerskapen elva gånger (1969, 1971-1979, 1981) och kom tvåa tre gånger (1968, 1970 och 1980). De vann ungerska cupen åtta gånger (1969-1973, 1976-1978) och var finalist fem gånger (1967, 1974, 1975, 1979, 1980). De vann europacupen en gång (1973), kom tvåa fem gånger (1970, 1974, 1977, 1978 och 1979 ) och kom trea två gånger (1975 och 1980). Klubben lade ner verksamheten 1981 och ersatte i högsta series av Vasas.
Även herrlaget höll elitnivå, mellan 1966 och 1973 spelade de i högsta serien.